# Сара Вандела
Сара Вандела (на английски: Sarah Vandella) е американска порнографска актриса и екзотична танцьорка.

## Ранен живот
Родена е на 2 декември 1983 г. в селището Хопог на остров Лонг Айлънд, щата Ню Йорк, САЩ. Тя е от еврейски произход, като семейството ѝ се определят като изповядващи реформистки юдаизъм.
В училище играе футбол и софтбол и се занимава с танци.
По-късно работи в магазин за порнографски стоки и в два легални публични дома.

## Кариера
През 2007 г. снима първата си сцена в порноиндустрията за компанията „Naughty America“. Първият ѝ агент е Лиза Ан. В началото живее в Ню Йорк и пътува до Лос Анджелис за снимките. След като подписва договор с продуцентската компания „Zero Tolerance Entertainment“ се установява в Лос Анджелис. Докато работи за тази компания се изявява с псевдонима Сара Слоун.
През 2014 г. прави първата си сцена с междурасов анален секс във филма „Lex’s Breast Fest 4“, като си партнира с Лексингтън Стийл.
Участва в игралния филм комедия „Мъжка ваканция“ („Mancation“, 2012), както и във видеоклипа на песента „Savages“ на диджей Боргор.

## Награди и номинации
Номинации
- 2009: Номинация за XRCO награда за дълбоко гърло.[11]
- 2011: Номинация за AVN награда за най-добра поддържаща актриса.[12][13]
- 2012: Номинация за AVN награда за най-добра поддържаща актриса.[14]
- 2012: Номинация за AVN награда за най-добра соло секс сцена.[14]
- 2012: Номинация за XRCO награда за оргазмен оралист.[15][16]
- 2012: Номинация за AVN награда за най-добра групова секс сцена само с момичета – „Всичко за Кагни Лин Картър“ (с Кагни Лин Картър и Мари Лъв).[14]